# 胡祥培
胡祥培，大连理工大学教授，主要从事智慧商务与物流管理、 区块链与数智管理等方面的研究工作。入选中华人民共和国教育部2009年度"长江学者"特聘教授，享受中国国务院政府特殊津贴。曾就读于哈尔滨工业大学。